# Teofil Oroian
Teofil Oroian, romunski častnik, vojaški inženir in vojaški zgodovinar, * 20. september 1947.
Med letoma 1977 in 1981 je predaval na Podčastniški vojaški inženirski šoli, med letoma 1981 in 1994 pa na Akademiji za višje vojaške študije. Do upokojitve leta 2002 je deloval v glavnem vojaškem arhivu.